# 塩湖区
塩湖区（えんこ-く）は中華人民共和国山西省運城市に位置する市轄区。

## 歴史
1958年、安邑・解虞・臨猗・永済の4県が合併して成立した運城県を前身とする。1960年には臨猗県が、1961年には永済県が再分割されている。1961年に県級市に昇格し運城市に改編されている。2000年の地級市としての運城市設置に伴い、市轄区の塩湖区に改編され現在に至る。

## 行政区画
- 街道:中城街道、東城街道、西城街道、南城街道、北城街道、安邑街道、大渠街道、姚孟街道
- 鎮:解州鎮、竜居鎮、北相鎮、泓芝駅鎮、三路里鎮、陶村鎮、東郭鎮
- 郷:席張郷、金井郷、王范郷、馮村郷、上郭郷、上王郷

## 名所
中国有数の塩湖である「解池」は古代から重要な塩の生産地であり、この地出身の関羽は塩の密売に携わっていたとする伝説がある（ただし、史実の裏づけは無い）。
解州鎮にある解州関帝廟は隋の開皇九年（589年）に創建された関帝廟で、中国でも最大の関帝廟として知られる。全国重点文物保護単位に指定されている建物は、清の康熙年間に再建されたものである。